# 大车店
大车店中國東北出現於清朝末期的一種路途旅店通稱，附近通常帶有幾家小商店，類似現代公路休息站的概念。
大车店一詞始出何时无法考证，但大致范围在清末民初，古代以來東北屬於人口稀少的關外蠻族領地，天寒地凍，建設與文化不發達，明代開始北京城的建立較多漢人與文化開始進入，但交通還是以水路為主，明永乐年間為了強化東北控制開始修築道路，沿路驛站開始設立但都是官方使用性質，清末開始隨著與洋人和日本的爭鬥加上工業科技發展，清廷逐漸發現東北的礦產有巨大價值，開始了長白山區開發，當時汽車為極度昂貴科技產品，且初期的汽車故障率高對於山區和過冷天氣不適應，東北開發還是以動物拉力車為主。
這與橡膠輪胎的發明密不可分，雖然昂貴又難保修的汽車不適用於當時的東北，但汽車科技中的橡膠輪胎加裝於動物拉力車上，形成對當時中國又廉價又高效能的運力，所以動物車大批出現於東北，成為進行大開發的主工具，沿線約40里間隔就需要動物與車伕休息的商機很快被發現，密集的「大車店」應運而生，除了住宿外許多車輛維修業、買賣市集、簡易醫藥郎中、娼妓、土匪也聚攏於大車店周遭，形成獨特大車店文化。关东的大车店门前都要挂个箩筐幌子，作为行业招牌。
大車店旅館內為了對抗嚴寒天氣都採用南北大炕，一铺炕睡20来人的大通鋪，讓經濟貧困的車夫能有廉價可負擔的住宿條件。住客之間混住不可避免也產生更多人際交流，在現今的影劇作品中大車店成為非常有戲劇張力的題材，車店掌櫃都被描寫為八面玲瓏之人，能在無法治的蠻荒之地經營，擺平各路人馬。
隨著汽車科技的發展，獸力車很快被取代而汽車可以短時間長途行駛，也就不再需要密集的沿途停靠站，往往可以到了正式城鎮再休息，大車店文化很快消失於現代社會，成為一段歷史印記。東北一些以店字尾命名的小城鎮，都是由早期的某間大車店發展擴大成功後產生。